# Liste der Klassischen Archäologen an der Freien Universität Berlin
In der Liste der Klassischen Archäologen an der Freien Universität Berlin werden alle Hochschullehrer gesammelt, die an der Freien Universität Berlin Klassische Archäologie lehrten oder lehren. Das umfasst im Regelfall alle regulären Hochschullehrer, die Vorlesungen halten durften oder dürfen, also habilitiert waren.
Nach dem Zweiten Weltkrieg wurden an der Humboldt- und der Freien Universität Lehrstühle für Klassische Archäologie eingerichtet, in Ost-Berlin verlor das Fach jedoch schnell alle Bedeutung. An der FU bestand seit der Gründung der Universität 1948 ein Lehrstuhl. In den 1960er Jahren kam eine weitere Professur hinzu, 1986 eine dritte für Antike Baugeschichte. Eng war immer die Bindung zwischen Universität und der Antikensammlung Berlin. Weitere Verbindungen bestanden und bestehen zum Deutschen Archäologischen Institut. Viele Mitarbeiter des Deutschen Archäologischen Instituts und des Museums wirkten gleichzeitig als Lehrstuhlinhaber oder Honorardozenten.
Angegeben ist in der ersten Spalte der Name der Person und ihre Lebensdaten, in der zweiten Spalte wird der Eintritt in die Universität angegeben, in der dritten Spalte das Ausscheiden. Spalte vier nennt die höchste an der Freien Universität erreichte Position. An anderen Universitäten kann der entsprechende Dozent eine noch weitergehende wissenschaftliche Karriere gemacht haben. Die nächste Spalte nennt Besonderheiten, den Werdegang oder andere Angaben in Bezug auf die Universität oder das Institut. In der letzten Spalte werden Bilder der Dozenten gezeigt, was derzeit aufgrund der Bildrechte jedoch schwer ist.
| Wissenschaftler                         | von       | bis  | Funktionen                 | Bemerkungen | Bild |
| --------------------------------------- | --------- | ---- | -------------------------- | --- | ---- |
| Goethert, Friedrich Wilhelm (1907–1978) | 1948      | 1977 | Professor                  | seit 1940 an der Friedrich-Wilhelms-Universität |      |
| Greifenhagen, Adolf (1905–1989)         | 1970      |      | Honorarprofessor           | Direktor der Antikenabteilung |      |
| Börker, Christoph (* 1936)              | 1975      | 1980 | Privatdozent               | |      |
| Kyrieleis, Helmut (* 1938)              | 1988      | ?    | Honorarprofessor           | Präsident des Deutschen Archäologischen Instituts |      |
| Heilmeyer, Wolf-Dieter (* 1939)         | 1977      | 2003 | Professor                  | 1977 C3-Professor, 1987 C4-Professor; gleichzeitig 1978 bis 2003 Direktor der Antikensammlung Berlin                                                                         |      |
| Borbein, Adolf H. (* 1936)              | 1977      | 2005 | Ordinarius                 | 1977 C4-Professor |      |
| Stemmer, Klaus (* 1942)                 | 1979      | 2007 | Akademischer Rat, Kustos   | 1979–2007 Akademischer Rat und Kustos der Abguss-Sammlung Antiker Plastik |      |
| Giuliani, Luca (* 1950)                 | 1986      | 1991 | Privatdozent               | wissenschaftlicher Mitarbeiter der Antikensammlung Berlin |      |
| Hoepfner, Wolfram (* 1937)              | 1988      | 2002 | Professor                  | Professur für Antike Baugeschichte |      |
| Zimmer, Gerhard (* 1949)                | 1988      | 1999 | Privatdozent               | wissenschaftlicher Mitarbeiter der Antikensammlung Berlin |      |
| Schwarzmaier, Agnes (* 1962)            | 1993      |      | Privatdozentin             | 1993 Wissenschaftliche Mitarbeiterin, 2002 Privatdozentin; 2008 wissenschaftliche Mitarbeiterin der Antikensammlung Berlin                                                   |      |
| Rumscheid, Frank (* 1960)               | 1997      | 2007 | Privatdozent               | 1997 Wissenschaftlicher Assistent, 2002 Privatdozent |      |
| Dally, Ortwin (* 1969)                  | 1998      |      | Honorarprofessor           | 1998 Wissenschaftlicher Mitarbeiter, 2004 Privatdozent, seit 2008 1. Direktor der Abteilung Rom des Deutschen Archäologischen Instituts, 2008 Ernennung zum Honorarprofessor |      |
| Olcese-Hiener, Gloria                   | 1999 2016 | 2002 | Gastprofessorin            | 1999 Gastprofessorin; 2016 Privatdozentin |      |
| Hofter, Mathias René (* 1953)           | 2001      | 2013 | Privatdozent               | |      |
| Fless, Friederike (* 1964)              | 2003      |      | Professorin                | 2003 C3-Professorin, seit 2011 Präsidentin des DAI, 2011 Ernennung zur Honorarprofessorin                                                                                    |      |
| Scholl, Andreas (* 1959)                | 2003      |      | Honorarprofessor           | Direktor der Antikensammlung Berlin |      |
| Fabricius, Johanna (* 1962)             | 2006      |      | Professorin                | W3-Professorin |      |
| Winkler-Horaček, Lorenz (* 1963)        | 2007      |      | Privatdozent               | Privatdozent, Akademischer Rat und Kustos der Abguss-Sammlung Antiker Plastik                                                                                                |      |
| Polla, Silvia (* 1976)                  | 2009      | 2021 | Juniorprofessorin          | 2009 Juniorprofessor für Archäoinformatik |      |
| Eschbach, Norbert (* 1954)              | 2010      | 2013 | Vertretung einer Professur | |      |
| Wulf-Rheidt, Ulrike (1963–2018)         | 2009      | 2018 | Honorarprofessorin         | Leiterin des Architekturreferates an der Zentrale des DAI |      |
| Trümper, Monika                         | 2013      |      | Professorin                | 2013 W3-Professorin; Nachfolgerin von Friederike Fless |      |

- Professur 1: Friedrich Wilhelm Goethert (1948–1977) → Adolf Borbein (1977–2006) → Johanna Fabricius (seit 2006)
- Professur 2: Wolf-Dieter Heilmeyer (1977–2003) → Friederike Fless (2003–2011) → Monika Trümper (seit 2013)
- Professur für antike Baugeschichte: Wolfram Hoepfner (1988–2002)

## Gastprofessoren
- 1999–2002 Gloria Olcese
- 2012–2013: Norbert Eschbach
- 2013–2015: Judy Barringer (Marie Curie Fellowship der Gerda Henkel Stiftung)
- 2014–2015: Nadia J. Koch
- 2016: Jon Albers